# Katedra św. Niniana w Perth
Katedra Świętego Niniana – katedra diecezji St Andrews, Dunkeld and Dunblane Szkockiego Kościoła Episkopalnego. Mieści się w mieście Perth, na rogu ulic Atholl Street i North Methven Street.
Zaprojektowana przez Williama Butterfielda i zbudowana w 1849 roku z rozmaitymi późniejszymi zmianami w tym w latach 1901–1911 (J.L. i F.L. Pearson). Ważna neogotycka katedra z wyjątkowo pięknymi elementami wnętrza. Posiada przypory i żabki z transeptem przy skrzyżowaniu naw i clerestorium z wybudowaną w latach 1908–1911 kaplicą Najświętszej Maryi Panny (F.L. Pearson), kapitularzem i zakrystiami od południowo-wschodniej strony, dobudowaną w 1936 roku przez Tarbolton and Ochterlon byłą szkołą (obecnie żłobek). Budowla mieści się w narożnym miejscu. Wybudowana z piaskowca z kontrastującymi gładkimi obrzeżami. Wysokie fundamenty, gzymsy okapnikowe, gzymsy dekoracyjne. Pilastrowane przypory w clerestorium przerywane okapami. Lancetowate okna zwieńczone spiczastymi łukami, dwu-, trzy-, cztero- i pięciootworowe neogotyckie okna maswerkowe. Kilka rozetowych okien maswerkowych w szczycie. Wysoka sygnaturka z iglicą z otwartą dzwonnicą na skrzyżowaniu naw.